# Das Beste (Bushido-Album)
Das Beste ist ein Best-of-Album des Berliner Rappers Bushido. Es wurde am 9. November 2007 über die Labels ersguterjunge und Universal Music veröffentlicht.

## Inhalt
Die für das Album ausgewählten Lieder sind größtenteils zuvor veröffentlichte Singles von den Studioalben, die Bushido über das Label Universal Music veröffentlichte. So sind je drei Songs aus den Alben Electro Ghetto, Staatsfeind Nr. 1 und Von der Skyline zum Bordstein zurück enthalten. Zwei Tracks stammen vom Kollaboalbum Carlo Cokxxx Nutten II mit dem Rapper Baba Saad und ein Stück ist dem Album 7 entnommen. Bei drei Titeln (Electro Ghetto, Nie ein Rapper und Janine) wurden statt der Originalversionen Remixe verwendet und das Lied Berlin / Denk an mich ist eine Live-Version. Außerdem ist der zuvor unveröffentlichte Song Keine Entschuldigung auf Das Beste enthalten.
Die zusätzliche DVD enthält elf Musikvideos zu den auf dem Album enthaltenen Liedern. Lediglich zu den Stücken Staatsfeind Nr. 1 und Keine Entschuldigung existieren keine visuellen Umsetzungen.

## Produktion

Bushidos Logo

An der Produktion der Lieder des Albums waren acht verschiedene Produzenten beteiligt. Bushido und das Produzentenduo Beatlefield, bestehend aus Chakuza und DJ Stickle, schufen jeweils vier Instrumentals. Beim Beat zu Hoffnung stirbt zuletzt arbeitete Bushido mit DJ Ilan und Martin Stock zusammen. Der Produzent Screwaholic steuerte zwei Remixe zum Album bei und je eine Produktion stammt von DJ Desue, Rizbo und Sti.

## Gastbeiträge
Auf drei Songs des Albums sind neben Bushido andere Künstler vertreten. So hat der Rapper Baba Saad Gastauftritte bei den Tracks Nie ein Rapper (Screwaholic Remix) und Berlin / Denk an mich (live), während die Sängerin Cassandra Steen in Hoffnung stirbt zuletzt zu hören ist.

## Covergestaltung
Das Albumcover zeigt Bushidos Logo in Gold-Schwarz und aus verschiedenen Schusswaffen, Messern und Schlagringen zusammengelegt. Rechts oben befindet sich der goldene Schriftzug bushido und links im Bild der Titel das beste. Der Hintergrund ist in rötlichen Farbtönen gehalten.

## Titelliste
| #  | Titel                                | Gastbeiträge    | Produzent                         | Länge | Album                                                  |
| -- | ------------------------------------ | --------------- | --------------------------------- | ----- | ------------------------------------------------------ |
| 1  | Electro Ghetto (Beatlefield Remix)   |                 | Beatlefield                       | 3:43  | Electro Ghetto                                         |
| 2  | Nie wieder                           |                 | DJ Desue                          | 3:52  | Electro Ghetto                                         |
| 3  | Hoffnung stirbt zuletzt              | Cassandra Steen | Bushido, DJ Ilan und Martin Stock | 4:02  | Electro Ghetto                                         |
| 4  | Nie ein Rapper (Screwaholic Remix)   | Baba Saad       | Screwaholic                       | 4:11  | Carlo Cokxxx Nutten II                                 |
| 5  | Endgegner                            |                 | Rizbo                             | 3:42  | Staatsfeind Nr. 1                                      |
| 6  | Staatsfeind Nr. 1                    |                 | Beatlefield                       | 4:18  | Staatsfeind Nr. 1                                      |
| 7  | Augenblick                           |                 | Sti                               | 4:02  | Staatsfeind Nr. 1                                      |
| 8  | Berlin / Denk an mich (live)         | Baba Saad       | Bushido                           | 3:37  | Vom Bordstein bis zur Skyline / Carlo Cokxxx Nutten II |
| 9  | Von der Skyline zum Bordstein zurück |                 | Bushido                           | 4:04  | Von der Skyline zum Bordstein zurück                   |
| 10 | Sonnenbank Flavour                   |                 | Bushido                           | 3:40  | Von der Skyline zum Bordstein zurück                   |
| 11 | Janine (Screwaholic Remix)           |                 | Screwaholic                       | 4:03  | Von der Skyline zum Bordstein zurück                   |
| 12 | Alles verloren                       |                 | Beatlefield                       | 4:27  | 7                                                      |
| 13 | Keine Entschuldigung                 |                 | Beatlefield                       | 3:37  |                                                        |

Videoalbum:
| #  | Titel                                |
| -- | ------------------------------------ |
| 1  | Electro Ghetto (Beatlefield Remix)   |
| 2  | Nie wieder                           |
| 3  | Hoffnung stirbt zuletzt              |
| 4  | Nie ein Rapper (Screwaholic Remix)   |
| 5  | Endgegner                            |
| 6  | Augenblick                           |
| 7  | Berlin / Denk an mich (live)         |
| 8  | Von der Skyline zum Bordstein zurück |
| 9  | Sonnenbank Flavour                   |
| 10 | Janine                               |
| 11 | Alles verloren                       |

## Chartplatzierungen
Das Best-of-Album erreichte in den deutschen Charts Platz 27 und konnte sich vier Wochen in den Top 100 halten.